# فرانكو روسي
فرانكو روسي (بالإيطالية: Franco Rossi)‏ (و. 1919 – 2000 م) هو مخرج أفلام، ومنتج أفلام، وكاتب سيناريو إيطالي، ولد في فلورنسا، توفي في روما، عن عمر يناهز 81 عاماً.

## جوائز
حصل على جوائز منها:
- David di Donatello Award for Lifetime Achievement  [لغات أخرى]‏.

## وصلات خارجية
- فرانكو روسي على موقع IMDb (الإنجليزية)
- فرانكو روسي على موقع ألو سيني (الفرنسية)
- فرانكو روسي على موقع تيرنر كلاسيك موفيز (الإنجليزية)
- فرانكو روسي على موقع أول موفي (الإنجليزية)
- فرانكو روسي على موقع قاعدة بيانات الأفلام السويدية (السويدية)
- فرانكو روسي على موقع قاعدة بيانات الفيلم (الإنجليزية)
- فرانكو روسي على موقع كينوبويسك (الروسية)